# Markaczka amerykańska
Markaczka amerykańska (Melanitta americana) – gatunek średniej wielkości wędrownego ptaka wodnego z rodziny kaczkowatych (Anatidae). Występuje w Ameryce Północnej i wschodniej części Azji. Bliski zagrożenia wyginięciem.

## Systematyka
Jest to gatunek monotypowy. Dawniej bywał uznawany za podgatunek markaczki zwyczajnej (M. nigra).

## Występowanie
Gniazduje we wschodniej Syberii (na wschód od rzeki Jana), na Alasce oraz we wschodniej Kanadzie po Nową Fundlandię. Zimuje wzdłuż wybrzeży Atlantyku od Nowej Szkocji po Florydę, niewielkie populacje także na Wielkich Jeziorach. Zimuje również wzdłuż wybrzeży Pacyfiku – od Aleutów do środkowej Kalifornii (a nawet jeszcze dalej na południe – po północną Kalifornię Dolną), na wybrzeżach wschodniej Rosji, Japonii, Korei i wschodnich Chin. Rzadko zalatuje na wybrzeża Europy. W Polsce stwierdzona 16 razy (do roku 2021).

## Morfologia
WyglądPrzypomina markaczkę zwyczajną, ale dorosły samiec w szacie godowej jest łatwo odróżnialny (także w locie) po dużej jaskrawo żółtawo-pomarańczowej narośli na dziobie bez czerni przy czole. Narośl jest zwykle żółta na górze, a pomarańczowa u nasady. W locie skrzydła są jednolicie ciemne, ale lotki I rzędu zdają się dość jasne, jak u markaczki zwyczajnej, zwłaszcza od spodu. Samice takie jak u zwyczajnej, ale mają odrobinę wydatniejszy hak na końcu dzioba i rozleglejszą ciemną plamę na karku. Nieliczne dorosłe samice mają lekki żółty rysunek na ciemnym dziobie, niespotykany u zwykłej markaczki. Niedojrzałe ptaki podobne do samic, ale z białym brzuchem.
Wymiary średniedługość ciała: 44–54 cm
rozpiętość skrzydeł: 84 cm
masa ciała: 862–1270 g

## Ekologia i zachowanie
BiotopLęgnie się nad małymi jeziorami w tundrze. Zimą przebywa na wodach przybrzeżnych, szczególnie ze skalistym dnem.
GłosJedna z najbardziej wokalnych kaczek. Samce odzywają się łagodnym, zawodzącym gwizdem, a samica podłużnym „kraaa”.
GniazdoGniazdo to wydrążony w ziemi dół położony w dużej kępie traw w pobliżu wody. Wyścielony częściowo puchem i trawą.
JajaSkłada od 5 do 10 białoróżowych jaj.
Okres lęgowyJaja wysiadywane są przez okres 27–31 dni przez samicę. Kaczor opuszcza samicę krótko po rozpoczęciu lęgu. Pisklęta opuszczają gniazdo po wykluciu i wędrują za matką nad wodę. Usamodzielniają się po 45–50 dniach.
PożywieniePodobnie jak markaczka zwyczajna – drobne zwierzęta wodne, głównie małże, skorupiaki, owady wodne z niewielką domieszką pokarmu roślinnego, korzeni i pęczków.

## Status i ochrona
W Czerwonej księdze gatunków zagrożonych Międzynarodowej Unii Ochrony Przyrody markaczka amerykańska klasyfikowana jest jako gatunek bliski zagrożenia (NT – Near Threatened) od 2012 roku, kiedy to po raz pierwszy sklasyfikowano ją jako odrębny gatunek. Liczebność światowej populacji w 2006 roku szacowano na około 530–830 tysięcy osobników. Globalny trend liczebności populacji uznawany jest za spadkowy.
W Polsce jest objęta ścisłą ochroną gatunkową.